# Björktjärnen (Karlskoga socken, Värmland)
Björktjärnen är en sjö i Karlskoga kommun i Värmland och ingår i Göta älvs huvudavrinningsområde. Sjön har en area på 0,139 kvadratkilometer och ligger 118,8 meter över havet. Sjön avvattnas av vattendraget Kvarntorpsbäcken.

## Delavrinningsområde
Björktjärnen ingår i det delavrinningsområde (657824-142090) som SMHI kallar för Inloppet i Östersjön. Medelhöjden är 129 meter över havet och ytan är 20,48 kvadratkilometer. Det finns inga avrinningsområden uppströms utan avrinningsområdet är högsta punkten. Kvarntorpsbäcken som avvattnar avrinningsområdet har biflödesordning 3, vilket innebär att vattnet flödar genom totalt 3 vattendrag innan det når havet efter 281 kilometer. Avrinningsområdet består mestadels av skog (53 procent), öppen mark (22 procent) och jordbruk (21 procent). Avrinningsområdet har 0,14 kvadratkilometer vattenytor vilket ger det en sjöprocent på 0,7 procent.